# EP u hokeju na travi za žene 1995.
Europsko prvenstvo u hokeju na travi za žene 1995. se održalo u Nizozemskoj, u Amstelveenu.

## Sudionice
Sudionice su:  Belgija, Češka, Engleska, Francuska, Irska, Italija, Nizozemska, Njemačka, Rusija, Škotska, Španjolska i Švedska.

## Rezultati
- za brončano odličje:

 Njemačka -  Engleska 1:0 
- za zlatno odličje:

 Nizozemska -  Španjolska 2:2 (4:1 nakon kaznenih udaraca)

## Konačni poredak
| Mj. | Država     |
| --- | ---------- |
| 1.  | Nizozemska |
| 2.  | Španjolska |
| 3.  | Njemačka   |
| 4.  | Engleska   |
| 5.  | Rusija     |
| 6.  | Škotska    |
| 7.  | Francuska  |
| 8.  | Irska      |
| 9.  | Italija    |
| 10. | Češka      |
| 11. | Belgija    |
| 12. | Švedska    |

Naslov europskih prvakinja osvojile su sudionice iz Nizozemske.